# Sovrani della Transilvania

## Voivoda di Transilvania
Prima del secolo XI vengono narrati nella cronica Gesta Hungarorum i governanti (in lingua latina: dux).
- Gelou/Gyalu/Gelu; ? - 904; governante a capo di una congregazione statale di romeni (valacchi) e slavi.[1]
- Töhötöm/Tétény; 904 - ?; governante di tribù magiare Keszi.
- Horka/Harka;[2]?; figlio di Töhötöm.
- Zombor Gyula;[3]?; figlio di Horka.
- Gyula, duca di Transilvania, con il centro nella città dí Alba Iulia.

(Annales Hildesheimenses - testo originale)
 Altri nomi: Jula, Geula, Gyla o Gyula. Altri hanno scritto di gyula méltóság. A capo di una congregazione di sudditi di Stefano I d'Ungheria, a Gyula fu fatto prigioniero e portato in Ungheria.

### Voivoda di Transilvania
- Vincurius?; 1097
- Mercurius, princeps Ultrasilvanus; 1103, 1111 - 1113
- Le(u)sták Rátót (Eustachius), voivoda di Transilvania; c. 1164 - 1176
- Legforus (Szegfor); 1199 - 1200
- Eth; 1200
- Gyula Kán; 1201 - 1202; prima volta
- Miklós; 1201 - 1202
- Benedek (figlio di Korlát); 1202 - 1206; prima volta
- Smaragd Zsámboki; 1206 - 1208
- Benedek, figlio di Korlát; 1208 - 1209; seconda volta
- Michele Kacsics; 1209 - 1212
- Bertoldo di Andechs-Merania, arcivescovo di Kalocsa; 1212 - 1213
- Miklós; 1213
- Gyula Kán; 1213 - 1214; seconda volta
- Simon; 1215
- Ipoth; 1216 - 1217
- Rafael; 1217 - 1218
- Neuka; 1219 - 1221
- Pál, figlio di Péter; 1221 - 1222
- Michele Kacsics; 1222; seconda volta
- Pósa Csák, figlio di Sólyom; 1226 - 1231; prima volta
- Gyula Rátót; 1229 - 1233; figlio di Le(u)sták
- Dénes Tomaj; 1233 - 1234
- Szerafin; 1235
- András; 1235; figlio di Szerafin
- Pósa Csák, figlio di Sólyom; 1235 - 1241; seconda volta
- Lőrinc Aba; 1242 - 1252
- István (Dux Transilvaniae); 1257 - 1258; figlio di Béla IV, prima volta
- Ernye Ákos, bano di Transilvania; 1258 - 1261
- István; 1260 - 1270; seconda volta
- László I Kán; 1261 - 1265; prima volta
- Miklós Geregye; 1265 - 1270; prima volta
- Máté Csák; 1270 - 1272; prima volta
- Miklós Geregye; 1272 - 1274; seconda volta
- János Kőszegi; 1273
- Egyed Monoszló; 1274
- Máté Csák; 1274 - 1275; seconda volta
- Ugrinus Csák; 1275; prima volta
- László I Kán; 1275 - 1276; seconda volta
- Ugrinus Csák; 1276; seconda volta
- Máté Csák; 1276 - 1277; terza volta
- Miklós Meggyesi di Clan Pok; 1277; prima volta
- Finta Aba; 1278 - 1280
- István Merai; 1280
- Péter, figlio di Domokos; 1280
- Loránd Borsa; 1282; prima volta
- Apor Péc; 1283 - 1284
- Loránd Borsa; 1284 - 1285; seconda volta
- Mojs; 1287 - 1288
- Loránd Borsa; 1288 - 1294; terza volta
- László II Kán; 1294 - 1315
- László III Kán; 1315;
- Miklós Meggyesi di Clan Pok; 1315 - 1316; seconda volta
- Dózsa Debreceni; 1318 - 1321; figlio di András
- Tamás Szécsényi; 1321 - 1342
- Miklós Sirokai; 1342 - 1344
- István Lackfi; 1344 - 1350
- Tamás Gönyűi; 1351; di Clan Csór
- Miklós Kont de Raholca; 1351 - 1356
- András Lackfi; 1356 - 1359
- Dénes Lackfi; 1359 - 1367
- Miklós Lackfi; 1367 - 1368
- Imre Lackfi; 1369 - 1372
- István II Lackfi; 1373 - 1376; fratello di Imre
- László Losonci; 1376 - 1391
- Imre I Bebek; 1392 - 1393
- Frank Szécsényi; 1393 - 1395
- Stibor de Stiboric; 1395 - 1401; prima volta
- Miklós Csák e Miklós Marcali; 1401 - 1403; prima volta
- János Tamási e Jakab Lackfi; 1403 - 1409
- Stibor de Stiboric; 1410 - 1414; seconda volta
- Miklós Csák; 1415 - 1426; seconda volta
- László IV Csák; 1426 - 1435; figlio di Miklós Csák
- László IV Csák e Péter Cseh; 1436 - 1437
- Péter Cseh; 1437 - 1438; seconda volta
- Dezső Losonci; 1438 - 1440
- László Kusalyi Jakcs; gennaio 1441
- János Hunyadi; 1441 - 1446; figlio di Vajk
- Imre II Bebek e Miklós Újlaki; 1446 - 1447
- Imre II Bebek e János Hunyadi; maggio - ottobre 1448
- János Rozgonyi; 1449 - 1460
- Miklós Újlaki; 1449 - 1458; seconda volta
- Sebestyén Rozgonyi; 1458 - 1461
- Miklós Újlaki; 1460; terza volta
- László Kanizsai; 1460
- Miklós Újlaki e Pongrác János Dengelegi; 1462 - 1465
- Zsigmond Szentgyörgyi e János Szentgyörgyi (de Szentgyörgy); 1465 - 1467
- Pongrác János Dengelegi e Miklós Csupor; 1468 - 1472
- Balázs Magyar; 1472 - 1475
- Pongrác János Dengelegi; 1475 - 1476; seconda volta
- Péter Vingárti Geréb; 1478 - 1479
- István Báthory I Ecsed; 1479 - 1493
- Bertalan Dragffy; 1493 - 1499; discendente di Drag de Máramaros
- László II Losonci; 1493 - 1495
- Péter Szentgyörgyi; 1499 - 1510
- Giovanni I d'Ungheria; 1510 - 1540; dal 1526 anche re d'Ungheria
- Péter Perényi; 1526 - 1529; governatore
- István Báthory II Somlyó; 1529 - 1530; governatore
- Hieronymus Łaski; 1531 - 1534; governatore
- István Majláth; 1534 - 1538; governatore
- Imre Balassa; 1538 - 1540; governatore
- Giovanni II d'Ungheria; 1540 - 1551
- Giorgio Martinuzzi; 1540 - 1551; reggente per Giovanni II
- András Báthory de Ecsed; 1552 - 1553
- István Dobó e Ferenc Kendi; 1553 - 1556
- Giovanni II d'Ungheria; 1559 - 1570; seconda volta
- Isabella Jagiellona; 1556 - 1559; moglie di Giovanni I d'Ungheria, reggente per il figlio Giovanni II

## Principi di Transilvania
- Giovanni II d'Ungheria; 1570 - 1571
- Stefano I Báthory; 1571 - 1576
- Kristóf Báthory; 1576 - 1581; fratello di Ștefan Báthory
- Sigismondo Báthory; 1581 - 1594; figlio di Cristofor Báthory, prima volta
- Baldassarre Báthory; 1594
- Sigismondo Báthory; 1594 - 1598; seconda volta (autorità su Moldavia e Romania, "plan dacic")
- Rodolfo II d'Asburgo; 1598
- Sigismondo Báthory; 1598 - 1599; terza volta
- Andrea Báthory; 1599; cugino di Sigismondo Báthory
- Michele il Coraggioso; 1599 - 1601; per la prima volta le terre di Romania, Transilvania e Moldavia sono riunite
- Sigismondo Báthory; 1601 - 1602; quarta volta
- Giorgio Basta; 1602 - 1603; in nome di Rodolfo II
- Mózes Székely; 1603
- Giorgio Basta; 1603 - 1605; seconda volta; in nome di Rodolfo II
- István Bocskai; 1605 - 1606
- Sigismondo Rákóczi; 1607 - 1608
- Gabriele Báthory; 1608 - 1613; fratello di Ștefan Báthory
- Gabriele Bethlen; 1613 - 1629
- Caterina di Brandeburgo; 1629 - 1630; cugino di Gabriele Bethlen
- Stefano Bethlen; 1630; figlio di Gabriele Bethlen
- Giorgio I Rákóczi; 1630 - 1648; figlio di Sigismondo Rákóczi
- Giorgio II Rákóczi; 1648 - 1657; figlio di Giorgio I Rákóczi
- Francesco Rhédey; 1657 - 1658;
- Ákos Barcsay; 1658 - 1660
- Giorgio II Rákóczi; seconda volta
- János Kemény; 1661 - 1662
- Michele I Apafi; 1662 - 1690
- Imre Thököly; 1690
- Michele II Apafi; 1690 - 1699; figlio di Michele I Apafi
- Leopoldo I d'Asburgo; 1692 - 1705
- Francesco II Rákóczi; 1704 - 1711. Il 7 luglio 1704 Dieta Transilvaniei proclama a Alba Iulia, Francesco I Rákóczi come principe di Transilvania. La rivolta antiasburgica non ebbe successo e la casata austriaca ritornò a regnare dal 1711 con la pace di Satu Mare, creando il Principato di Transilvania.
- Carlo VI d'Asburgo; 1711 - 1740; figlio di Leopoldo I
- Maria Teresa d'Austria; 1740 - 1765; figlia di Carlo VI

## Grandi Principi di Transilvania
- Maria Teresa d'Austria; 1765-1780
- Giuseppe II; 1780 - 1790; figlio di Maria Teresa
- Leopoldo II; 1790 - 1792; figlio di Maria Teresa
- Francesco II; 1792 - 1835; figlio di Leopoldo II
- Ferdinando I; 1835 - 1848; figlio di Francesco II
- Francesco Giuseppe I; 1848 - 1867; nipote di Ferdinando I

Nel 1867 il Gran Principato di Transilvania venne riunito sotto la Dieta e unificato con l'Ungheria.

## Galleria d'immagini

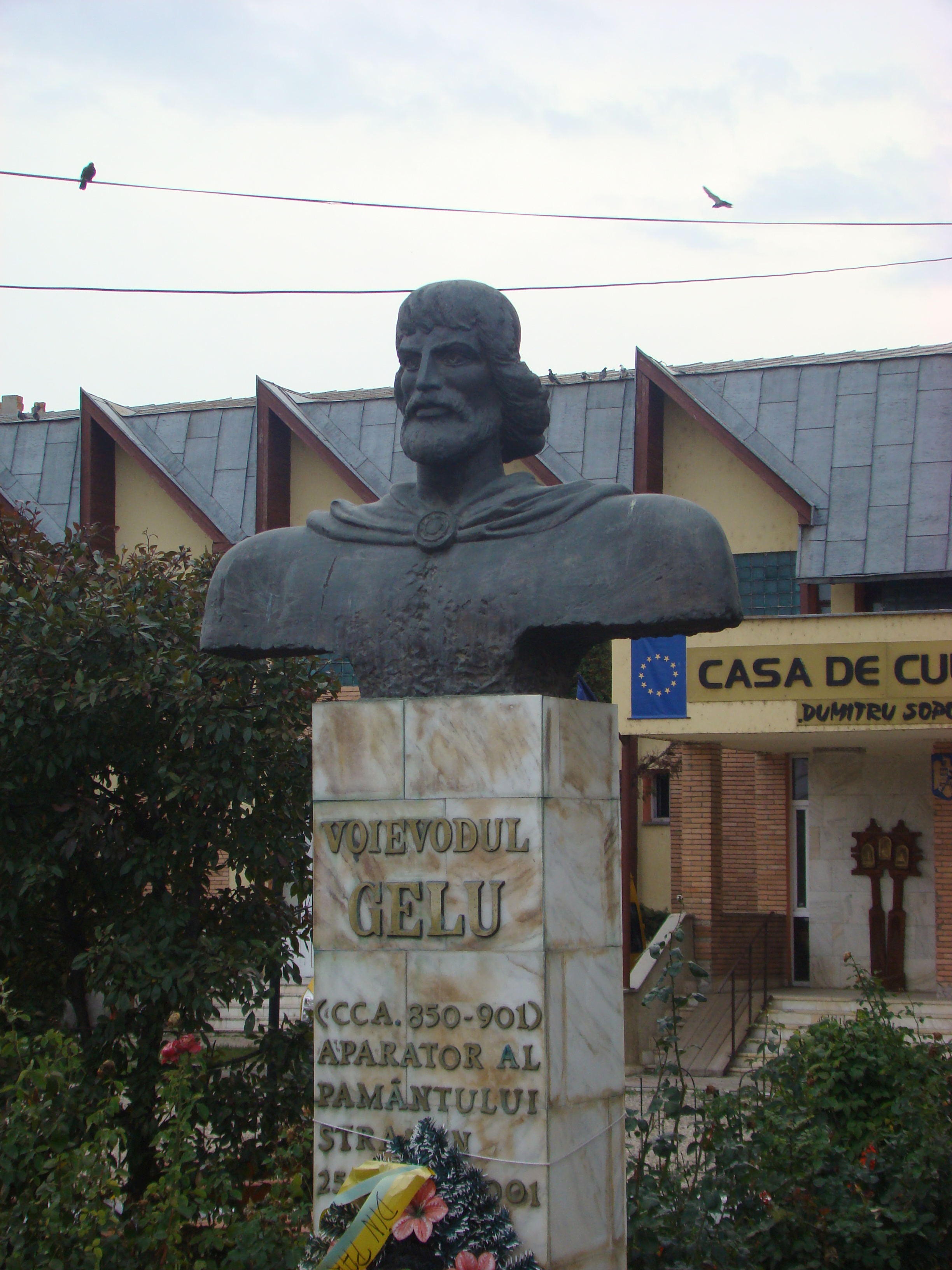
Gelou. Il primo "dux" romeno di Transilvania. Statua della comune di Gilău
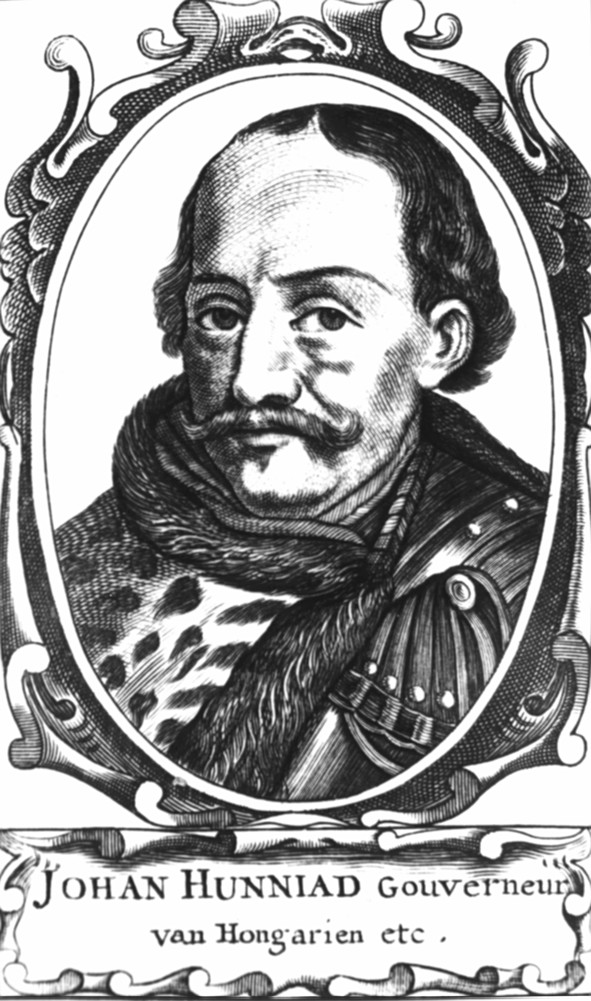
János Hunyadi
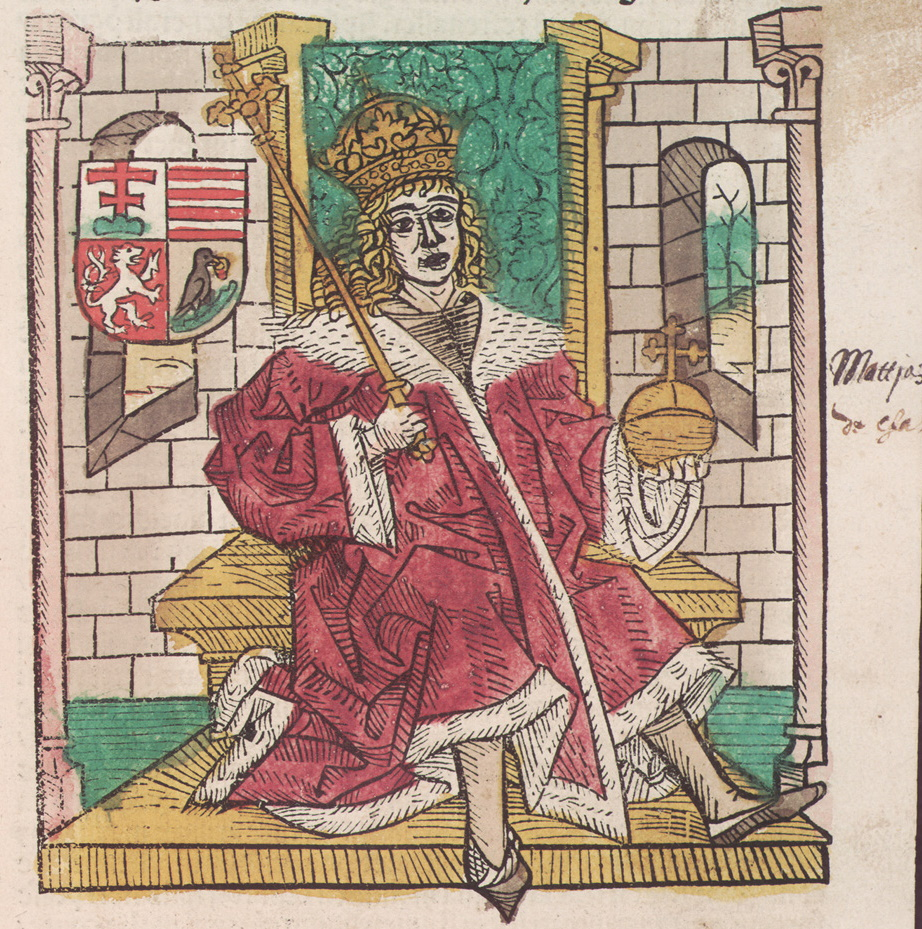
Re d'Ungheria Mátyás Corvin - Mattia Corvino
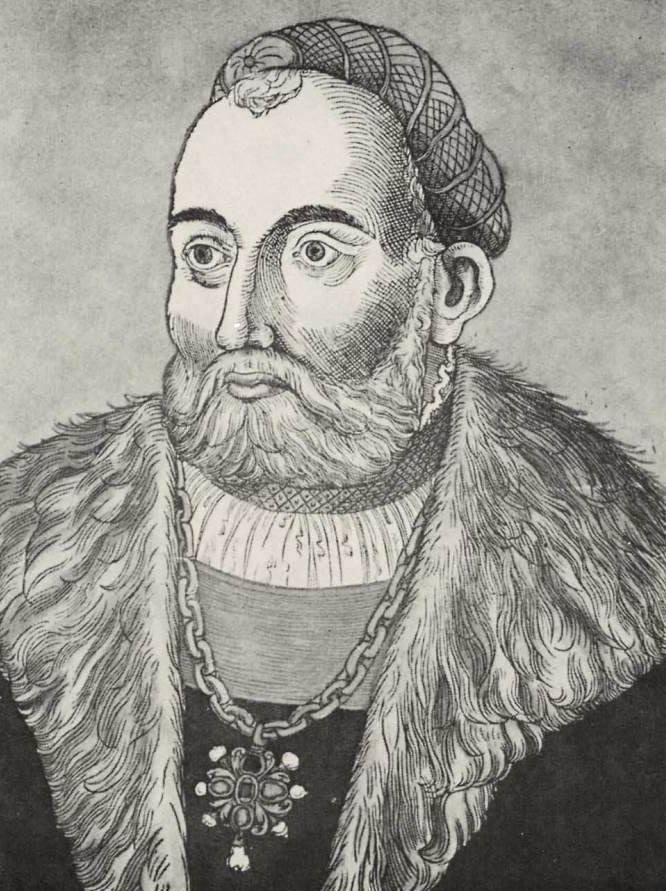
Giovanni I d'Ungheria
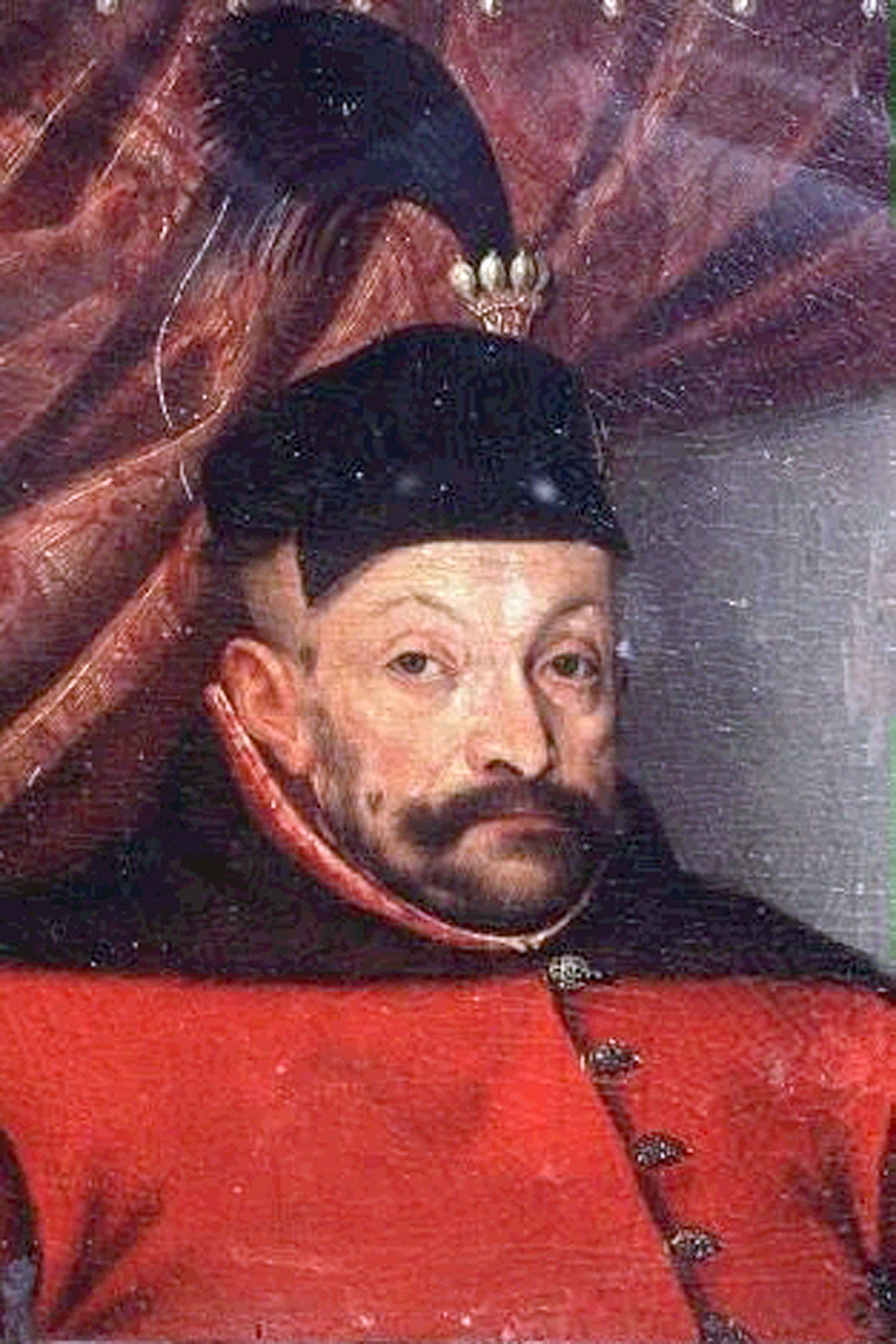
Stefano I Báthory
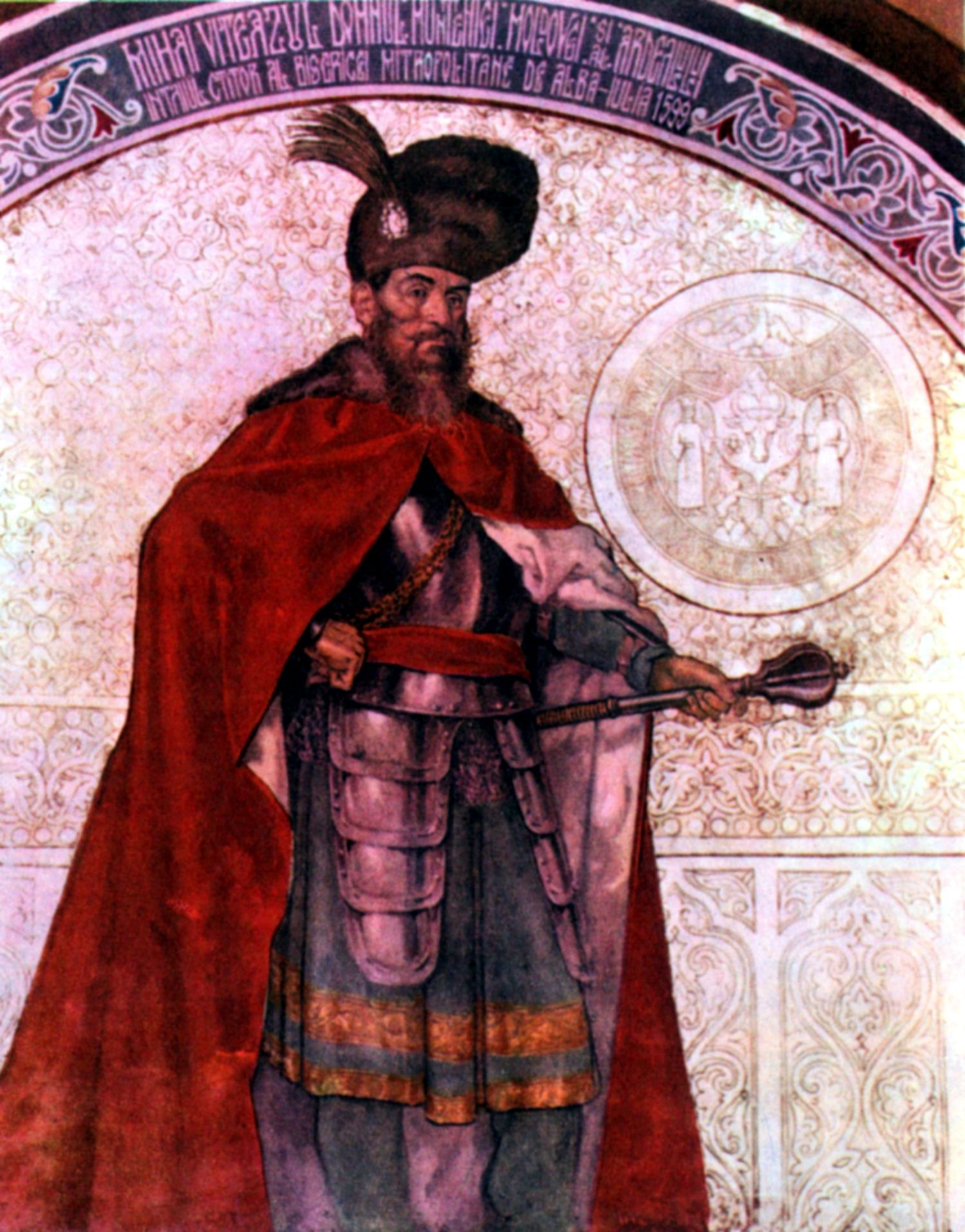
Mihai Viteazul